# Sympiesis vizri
Sympiesis vizri är en stekelart som beskrevs av Svetlana N. Myartseva och Kurashev 1991. Sympiesis vizri ingår i släktet Sympiesis och familjen finglanssteklar.
Artens utbredningsområde är Turkmenistan. Inga underarter finns listade i Catalogue of Life.